# 排钱多穗香茶菜
排钱多穗香茶菜（学名：Rabdosia polystachys var. phyllodioides）为唇形科香茶菜属下的一个变种。

## 扩展阅读
- 維基物種上的相關：排钱多穗香茶菜